# Nedre tjärnen, Västmanland
Nedre tjärnen är en sjö i Nora kommun i Västmanland och ingår i Norrströms huvudavrinningsområde.